# 道の駅輪島
道の駅輪島（みちのえき わじま）は、石川県輪島市河井町にある石川県道1号七尾輪島線の道の駅である。愛称はふらっと訪夢（ふらっとホーム）。
北鉄奥能登バスなどの路線バスのバスターミナル（輪島駅前）が設置されている。

## 概要
かつてのと鉄道七尾線の終点であった輪島駅に代わる観光拠点として、旧輪島駅を再整備し2002年（平成14年）3月20日にオープンした。同日にバスターミナルの供用も開始した。
施設内には旧輪島駅を記念するモニュメントや「鉄道メモリアルルーム」、かつて使用された駅名標やプラットホームなどが設置されており、鉄道記念館としての要素も併せ持っている。
当駅前は2009年から日本陸上競技選手権大会35キロ競歩（2009年から2021年までは50キロ）の発着点となっている。

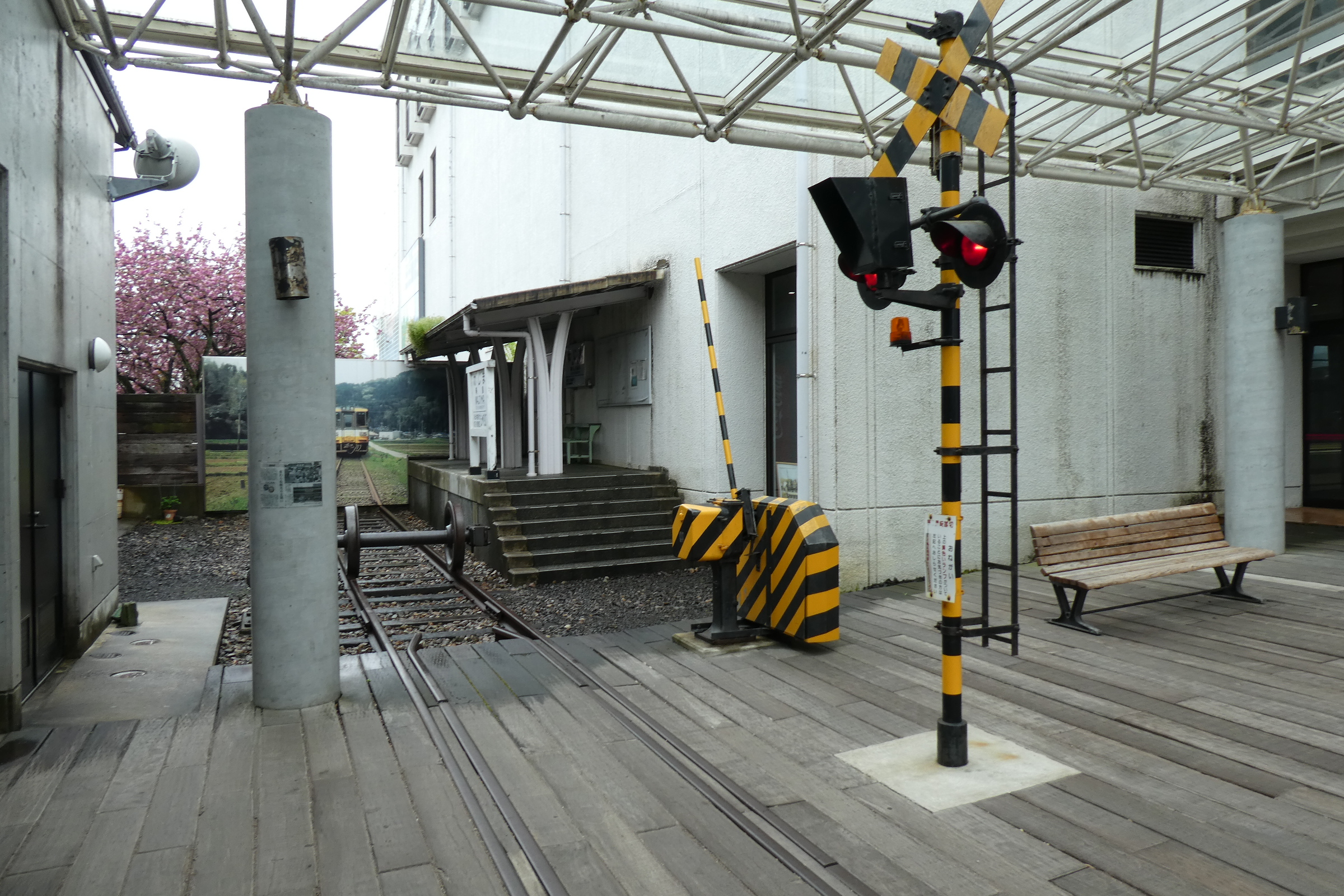
駅をイメージしたモニュメント（2019年）
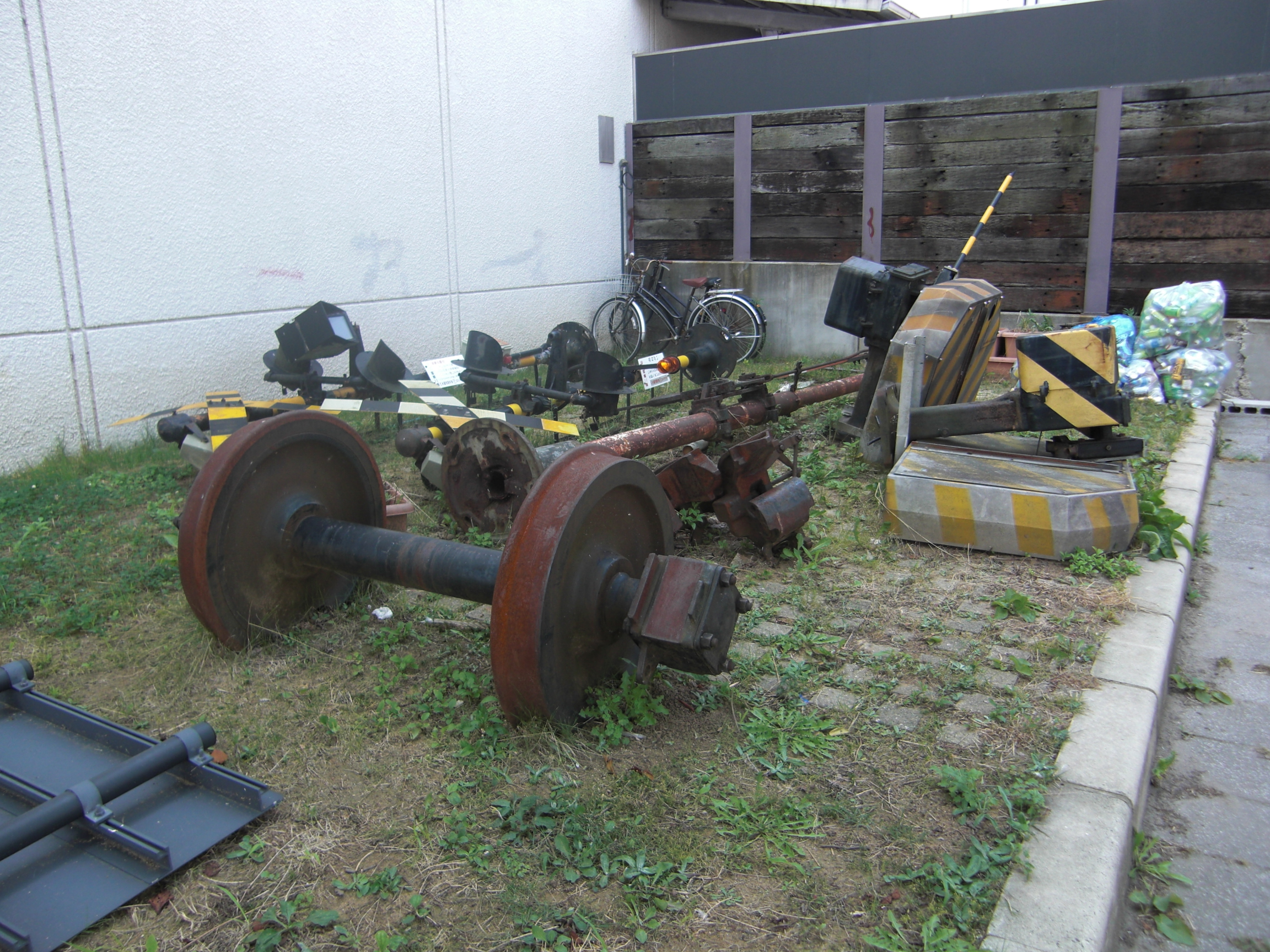
片隅にはのと鉄道で使われていた車両の動輪などが置かれていた（2008年）

輪島では、初の電動ゴルフカートを使った公共交通路線「WA-MO」が運行され、道の駅輪島もその拠点となった。これは、その後グリーンスローモビリティとして全国展開されるようになった。このことと周辺施設との連携から、平成29年度特定テーマ型モデル道の駅地域交通拠点部門として選定された。なお、現在コロナ禍と震災により休止中である。

## 施設
- 駐車場
  - 普通車：56台[11]
  - 大型車：4台[11]
  - 身障者用：2台[11]
- トイレ （いずれも24時間利用可能）
  - 男：大 3器、小 4器
  - 女：5器
  - 身障者用：2器
- わじま観光案内センター（8:30 - 17:00）[6]
- 北鉄奥能登バス案内所・待合室（7:55 - 17:50）
- 器の実カフェ（9:30 - 17:30）
- ゴーゴーカレー輪島店（10:55 - 20:55）[11]
- A STORE WAJIMA（9:00 - 17:00）

### 管理団体
- 設置・管理者：輪島市（観光課の所管施設）[12]

## 休館日
- わじま観光案内センター・北鉄奥能登バス案内所・ゴーゴーカレー輪島店：年中無休[11]
- A STORE WAJIMA：毎週水曜日[11]
- 器の実カフェ：毎月第1火曜日（定休日設定あり）

## アクセス
- 石川県道1号七尾輪島線 - 登録路線

### バス路線
のと鉄道が廃止される以前に特急バスは駅の向かい側に発着していたが、廃止後は道の駅の建物の正面に発着する。
| 輪島駅前 |                                                   |                                                   |                                                   |
| 0        | のと里山空港ふるさとタクシー （デマンドタクシー） | のと里山空港ふるさとタクシー （デマンドタクシー） | のと里山空港ふるさとタクシー （デマンドタクシー） |
| 1        | のらんけバス （コミュニティバス）                 | 海・鯨・档・漆コース：                            | 循環                                              |
| 1        | のらんけバス （コミュニティバス）                 | 城兼コース：                                      | 城兼団地・市立輪島病院行                          |
| 2        | 北鉄奥能登バス                                    | 輪島線：                                          | 門前総持寺前行                                    |
| 3        | 北鉄奥能登バス                                    | 町野線：                                          | 能登町役場前行                                    |
| 3        | 北鉄奥能登バス                                    | 穴水輪島線：                                      | 穴水駅前・穴水総合病院行                          |
| 3        | 北鉄奥能登バス 北鉄金沢バス                       | 輪島特急線：                                      | 金沢駅西口・輪島マリンタウン行                    |

## 周辺
- 輪島の朝市
- 石川県輪島漆芸美術館
- 輪島キリコ会館
- ファミイ